# Jasper (Indiana)
|  | Dieser Artikel wurde aufgrund von inhaltlichen Mängeln auf der Qualitätssicherungsseite des Projektes USA eingetragen. Hilf mit, die Qualität dieses Artikels auf ein akzeptables Niveau zu bringen, und beteilige dich an der Diskussion! Eine nähere Beschreibung der zu behebenden Mängel fehlt. |

Jasper ist eine City in und County Seat des Dubois County im US-Bundesstaat Indiana. Im Jahr 2020 hatte Jasper 16.703 Einwohner.

## Geschichte
Die ersten Siedler im Gebiet des späteren Jasper kamen vornehmlich aus Kentucky und Tennessee. Die Siedlung bildete sich am Patoka River, der als Transportweg diente und eine Getreidemühle antrieb. Bis zur Erhebung zum County Seat im Jahr 1830 war der Ort noch als „Enlow’s Hill“ bekannt. Um 1838 hatte Jasper etwa 60 Einwohner. Viele der in den Folgejahren hinzukommenden Einwohner kamen ursprünglich aus dem Raum des heutigen Deutschland, vornehmlich aus Baden und Bayern.
Die Beteiligung deutscher Einwanderer an der geschichtlichen Entwicklung Jaspers drückt sich heute in einer Städtepartnerschaft mit Pfaffenweiler in Baden-Württemberg aus.

## Persönlichkeiten
- Frank W. Milburn (1892–1962), Generalleutnant der United States Army
- Daniel Mark Buechlein (1938–2018), römisch-katholischer Ordensgeistlicher, Erzbischof von Indianapolis
- Mike Braun (* 1954), Politiker
- Mark Messmer (* 1967), Politiker

## Partnerstädte
Pfaffenweiler, Baden-Württemberg in Deutschland